# 고려제강
1945년 설립된 고려제강은 자동차, 교량, 에너지, 건축, 전기·전자 등 다양한 산업분야에 중요한 소재로 사용되는 특수선재제품을 생산하는 기업이다. 세계 80여 개국에 수출한다.
본사는 대한민국 부산에 위치하고 있으며, 전체 매출에서 해외 매출이 차지하는 비율이 70%에 이르고 있다. 산업별 제품 생산비율은 자동차가 64%를 차지하고 있으며, 기계(13%), 건설/교량(12%), 에너지(7%), 기타(4%)가 그 뒤를 잇고 있다. 제품별로 특화된 국내·외 생산기지를 통해 다양한 특수선재 제품을 생산, 공급한다.
한편, 고려제강은 2014년 고려제강 기념관을 건립해 와이어에 대한 대중의 이해 폭을 넓히고 있으며, 2016년 9월에는 고려제강 옛 수영공장이 F1963으로 리노베이션되어 2016 부산비엔날레 주전시장으로 활용되고 있다. F1963은 앞으로 전시, 공연, 교육, 상업 휴식 기능이 합쳐진 복합문화공간으로 탈바꿈할 예정이다.

## 관련장소
- 고려제강기념관
- F1963

## 연혁
- 1945 고려상사설립
- 1961 첫 와이어로프 공장 설립
- 1964 열처리로 소입 1호, 특수강선업계 첫 일관화공정의 효시
- 1965 특수강선업계 최초 도금로 준공, PC강선 및 강연선 생산 시작
- 1970 타이어 보강용 Bead Wire 생산 시작
- 1976 기업공개(코스피 상장)
- 1978 고려강선 설립
- 1981 와이어로프 JIS 표시허가 승인
- 1989 첫 해외공장 말레이시아에 설립, 홍덕산업 설립
- 1990 중앙기술연구소(현재 기술개발연구원) 설립
- 1991 리비아 대수로 공사 프로젝트에 PC Strand 공급
- 1997 광안대교 현수 케이블 공급 계약
- 1999 미국 공장 설립
- 2004 KAT 설립, 초전도선재 개발 및 생산
- 2008 Kiswire Neptune Sdn. Bhd. 설립, 퇴직자용 언양공장 설립
- 2012 KOTA Kiswire 설립
- 2013 Kiswire Center(고려제강 기념관) 설립
- 2014 ArcelorMittal의 중국, 미국, 헝가리 와이어 공장 인수
- 2015 Kiswire CORD CZECH S.R.O 설립
- 2016 Kiswire 그룹 본사 준공

## 본점 및 지점 현황
- 본점: 부산광역시 수영구 구락로141번길 37 (망미동)
- 광주지점: 경기도 광주시 옥토골길 4-11 (태전동)

## 국내 사업장 현황
- 본사: 부산광역시 수영구 구락로141번길 37 (망미동)
- 스프링와이어공장, K&S와이어공장: 경상남도 양산시 상북면 양산대로 1314
- 유산공장, 비드와이어공장: 경상남도 양산시 어실로 1 (유산동)
- 언양공장: 울산광역시 울주군 상북면 양등농공길 53
- 하이로프공장: 부산광역시 기장군 정관읍 산단6로 5
- 건천이형선공장: 경상북도 경주시 건천읍 용명공단길 173-91
- 군북공장: 경상남도 함안군 군북면 함안산단4길 25

## 주요 생산제품
- Wire Rope
- PC Wire&Strand
- Bead Wire / Steel Cord / Hose Wire
- Oil tempered Wire / Flat&Shaped Wire
- Bridge Cable
- Control Cable
- Spring Wire
- Sawing Wire
- Electrical Wire / Superconducting Wire